# Josef Bedřich Cinibulk

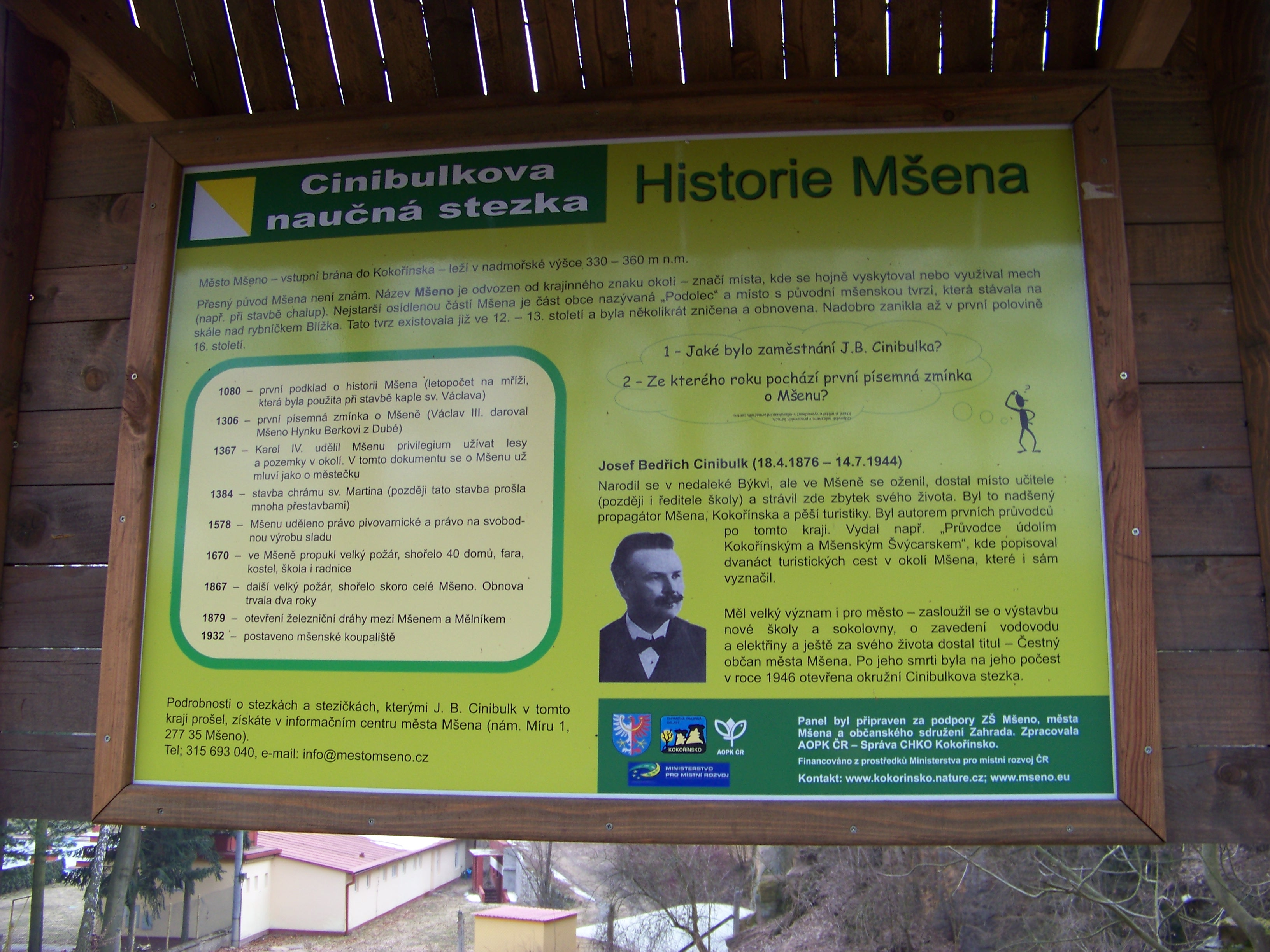
Cinibulkova stezka, tabule zabývající se historií Mšena i osobou J. B. Cinibulka

Josef Bedřich Cinibulk (18. dubna 1876 Býkev – 14. července 1944 Mšeno) byl český učitel, vlastenec a propagátor turistiky na Kokořínsku.

## Životopis
Do Mšena se z Býkve přistěhoval v roce 1902.
Působil ve Mšeně jako řídící učitel a později jako ředitel školy. Jako člen „Okrašlovacího spolku pro Mšeno a okolí“ vydal „Průvodce údolím Kokořínským a Mšenským Švýcarskem“ s popisem dvanácti tras, které sám v terénu vyznačil. Prováděl po Kokořínsku turisty i vědce. Později vydal ještě knihu zabývající se historií hradu Kokořína a jeho okolí „Kokořín, starý hrad český“ a v roce 1932 „Ilustrovaný průvodce Kokořínskem, krajem Máchovým“.
Byl členem všech městských spolků. V rámci snahy o zvelebení Mšena a Kokořínska se dále zasloužil o postavení pomníků Jana Amosa Komenského a Jana Husa a pamětní desky Josefa Ladislava Píče, o jehož životě vydal spisek. Stál také u zrodu mšenské sokolovny za první světové války, inicioval výstavbu nové školy a rozhledny a sanatoria „Na rovinách“, zasloužil se o zavedení vodovodu a elektřiny, spoluprovozoval biograf. Se školní mládeží upravil údolí Debř na kraji města na přírodní park.

## Cinibulkova stezka
V roce 1946 zřídil na jeho počest mšenský odbor Klubu českých turistů 9 km dlouhou okružní stezku skalami v části přírodní rezervace Kokořínský důl severně od Mšena nazvanou „Cinibulkova naučná stezka“ nebo též „Mšenský okruh“. Vede skalami, zalesněnými doly, labyrinty chodeb (skalní bludiště)

## Galerie

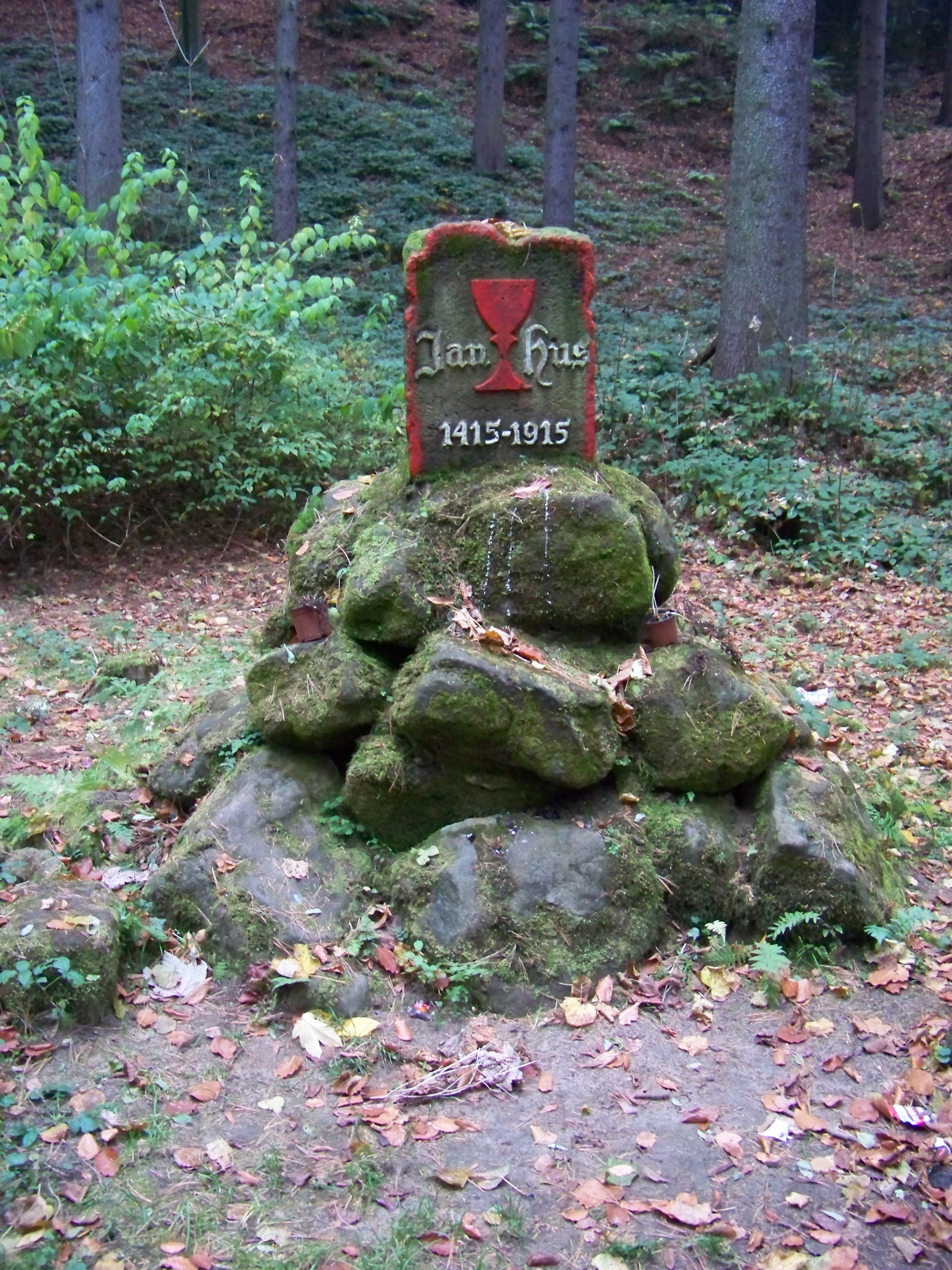
Husův pomník v údolí Debř
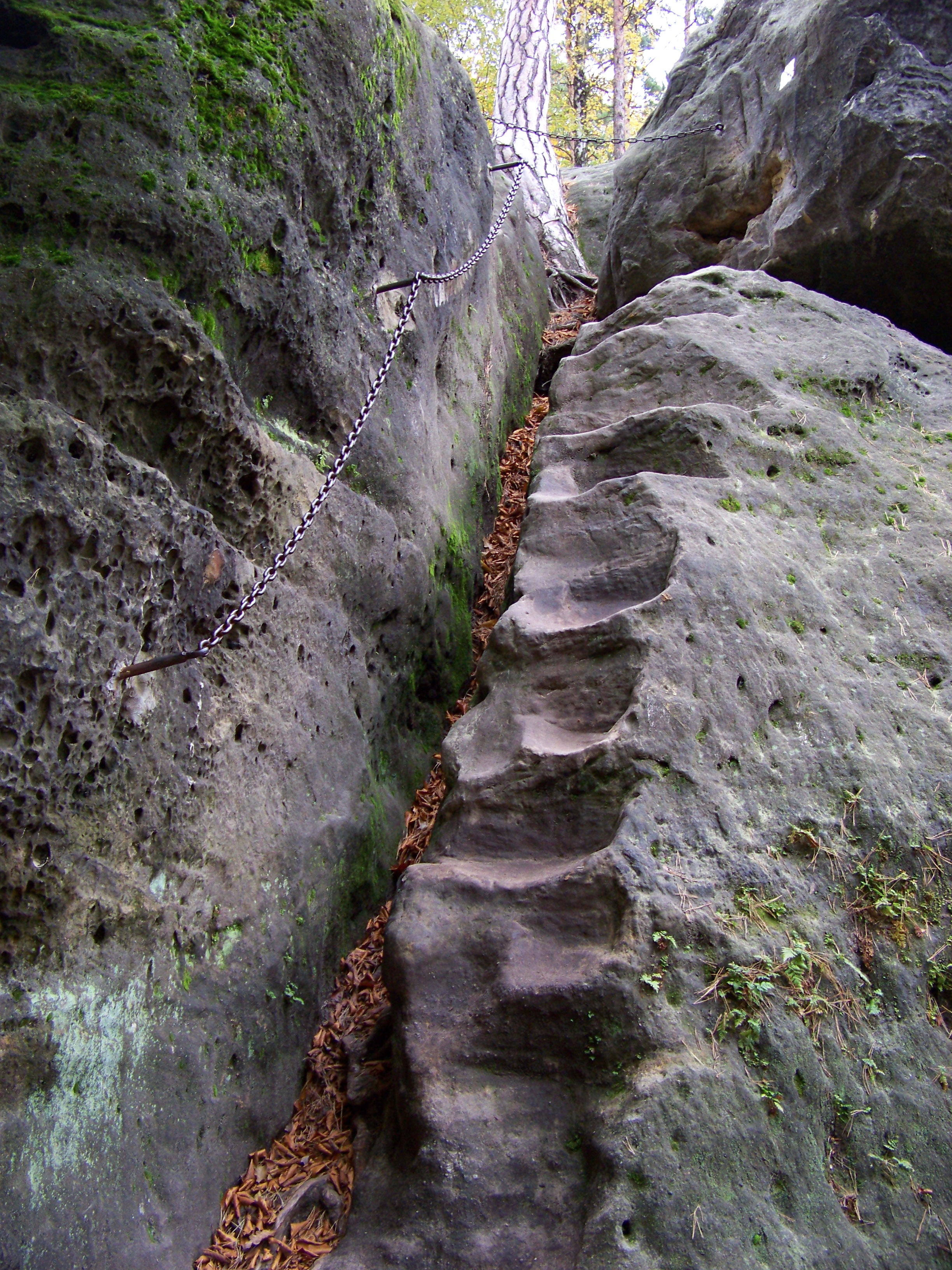
Dnešní Cinibulkova stezka prochází okolní zajímavosti opravdu důkladně